# Luke Varney
Luke Ivan Varney, född 28 september 1982 i Leicester, är en engelsk professionell fotbollsspelare (anfallare) som spelar för Cheltenham Town. 
Han spelade tidigare för bland andra Derby County, Sheffield Wednesday, Blackpool och Portsmouth innan han köptes av Leeds inför säsongen 2012/2013. Han gjorde mål för Leeds i sin debutmatch mot Shrewsbury Town i första omgången av Capital One Cup den 11 augusti 2012.